# Австрія на Європейських іграх 2015
Австрія на перших Європейських іграх у Баку була представлена 143 атлетами у 17 видах спорту.

## Медалісти
| Медаль | Спортсмен                | Вид спорту         | Дисципліна                            | Дата      |
| ------ | ------------------------ | ------------------ | ------------------------------------- | --------- |
| Золото | Себастьян Штеффан        | Плавання           | Чоловіки, 200 м комплексним плаванням | 25 червня |
| Золото | Кароліна Пілхач          | Плавання           | Жінки, 50 м на спині                  | 25 червня |
| Срібло | Беттіна Планк            | Карате             | Жінки, до 50 кг                       | 13 червня |
| Срібло | Аліса Бугігер            | Карате             | Жінки, до 68 кг                       | 14 червня |
| Срібло | Анна-Марія Александрі    | Синхронне плавання | Дует                                  | 15 червня |
| Срібло | Ейрині-Марина Александрі | Синхронне плавання | Дует                                  | 15 червня |
| Срібло | Івонн Шурінг             | Веслування         | Жінки, K-1 500 м                      | 16 червня |
| Срібло | Лена Плесючніг           | Волейбол           | Пляжний волейбол                      | 20 червня |
| Срібло | Катаріна Шютценгефер     | Волейбол           | Пляжний волейбол                      | 20 червня |
| Срібло | Змішана команда          | Легка атлетика     | Командний залік                       | 23 червня |
| Срібло | Кароліна Пілхач          | Плавання           | Жінки, 50 м батерфляй                 | 27 червня |
| Бронза | Роберт Гардос            | Настільний теніс   | Чоловіки, командне змагання           | 15 червня |
| Бронза | Штефан Фегерль           | Настільний теніс   | Чоловіки, командне змагання           | 15 червня |
| Бронза | Даніель Габезон          | Настільний теніс   | Чоловіки, командне змагання           | 15 червня |
| Бронза | Анна-Марія Александрі    | Синхронне плавання | Соло                                  | 16 червня |
| Бронза | Олівія Гофман            | Стрільба           | Жінки, гвинтівка з трьох позицій 50 м | 19 червня |
| Бронза | Бернадетте Граф          | Дзюдо              | Жінки, до 70 кг                       | 26 червня |